# De Havilland DH.94 Moth Minor
Die De Havilland DH.94 Moth Minor war ein Schulflugzeug, welches im Zweiten Weltkrieg zur Pilotengrundausbildung im Vereinigten Königreich und in Australien verwendet wurde.

## Geschichte
Von September 1938 bis 1939 wurden in England nur 73 Exemplare, davon 63 als Trainingsflugzeug und zehn weitere als Reiseverkehrsflugzeug produziert. Ab 1939 wurde die weitere Fertigung nach Australien verlegt. Dort entstanden die restlichen 42 Exemplare dieses Typs. Im Zweiten Weltkrieg gingen fast alle Flugzeuge, bis auf ein paar Dutzend, verloren.

## Technische Daten
| Kenngröße             | Daten                                                               |
| --------------------- | ------------------------------------------------------------------- |
| Besatzung             | 2                                                                   |
| Länge                 | 7,44 m                                                              |
| Spannweite            | 11,15 m                                                             |
| max. Startmasse       | 703 kg                                                              |
| Triebwerk             | ein de Havilland Gipsy Major mit einer Leistung von 81,5 PS (60 kW) |
| Höchstgeschwindigkeit | 190 km/h                                                            |
| Reichweite            | 480 km                                                              |

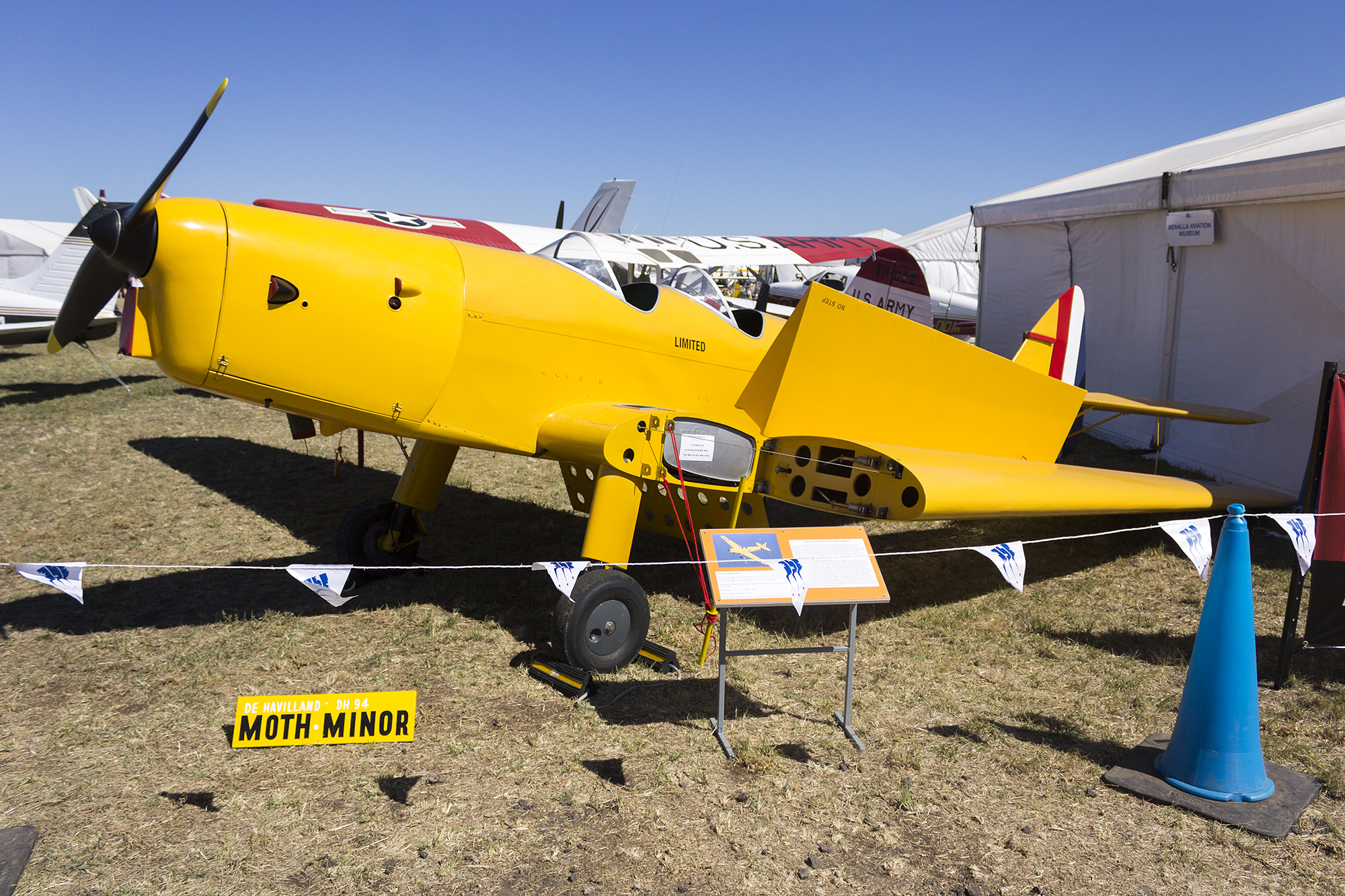
De Havilland DH.94 Moth Minor (VH-CZB) bei der Australian International Airshow (2013)
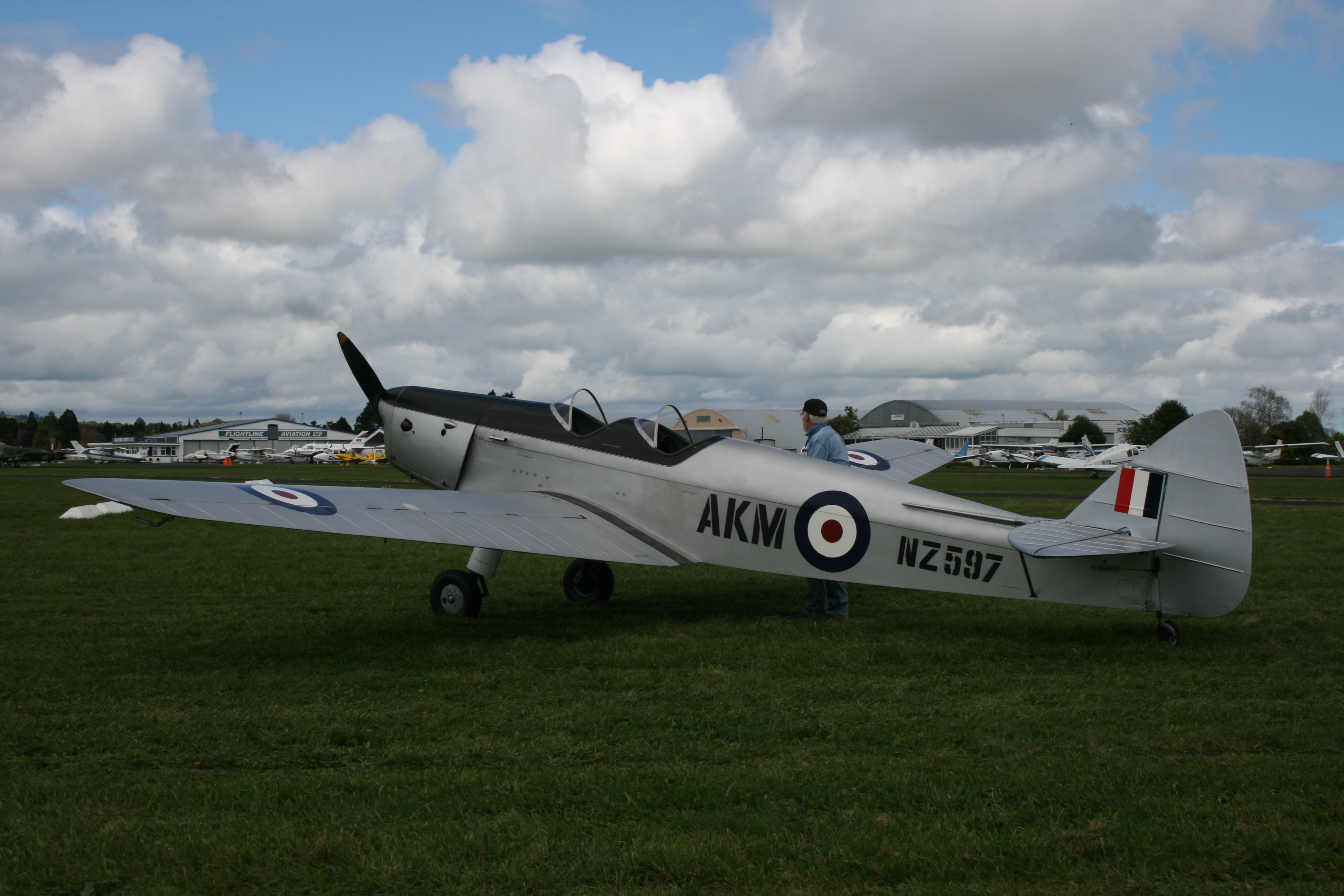
De Havilland DH.94 Moth Minor, Ardmore Municipal Airport Ardmore (Oklahoma), Vereinigte Staaten
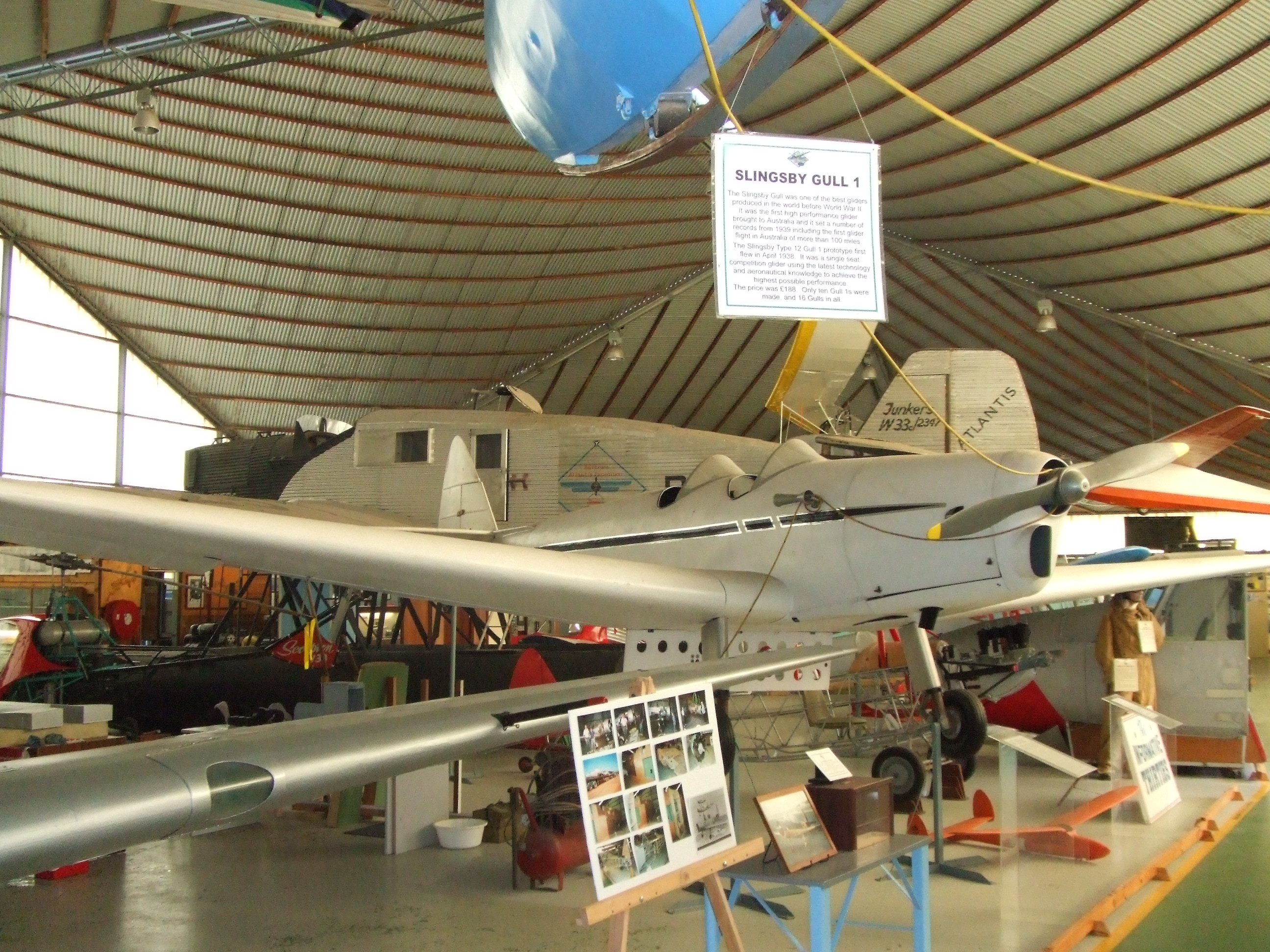
De Havilland DH.94 Moth Minor in  Western Australian Aviation Museum in Bull Creek, Australien

## Zwischenfälle
Bisher gab es 28 Zwischenfälle mit Flugzeugen dieses Typs mit insgesamt 5 Toten.